# Aiguebelle
Aiguebelle (in arpitano Égouabèla, in italiano storico Acquabella) è una frazione del comune francese di Val-d'Arc, nel dipartimento della Savoia della regione dell'Alvernia-Rodano-Alpi.

## Geografia fisica
Si trova nella Maurienne, valle del fiume Arc.

## Storia
Il 1º gennaio 2019 il comune di Aiguebelle venne fuso con il comune di Randens, formando il nuovo comune di Val-d'Arc.

## Monumenti e luoghi d'interesse
Ad Aiguebelle sono presenti le rovine del Castello di Charbonnières, prima residenza dei conti di Savoia.

## Società

### Evoluzione demografica
Abitanti censiti